# Jozef Vaniš
Jozef Vaniš (27. června 1921 Liptovská Teplá – 10. dubna 1945 Tain) byl slovenský palubní radiotelegrafista 311. československé bombardovací perutě.

## Život

### Před druhou světovou válkou
Jozef Vaniš se narodil 27. června 1921 v Liptovské Teplé. Vychodil dva ročníky měšťanské školy, další dvouleté vzdělání na High School absolvoval v Kanadě, kam se v roce 1934 ve třinácti letech odstěhoval.

### Druhá světová válka
Jozef Vaniš se v Kanadě přihlásil do Československé armády v zahraničí, do které byl odveden 11. srpna 1942. Byl přijat do Royal Air Force a absolvoval výcvik na palubního radiotelegrafistu. V červenci 1944 se oženil s Violou Teresou Malik. Dne 8. prosince 1944 byl přičleněn k 311. československé bombardovací peruti. Jako její příslušník se účastnil protiponorkových a protilodních hlídkových letů nad oceánem. Dne 23. března 1945 během letu nad Baltským mořem spatřil německou ponorku, na který pak letoun vedený Janem Hrnčířem zaútočil. Díky špatné viditelnosti nebyl výsledek útoku znám. Dne 10. dubna 1945 odstartoval jako člen posádky stroje Consolidated B-24 Liberator GR Mk.VI EV955 PP-D pod velením Josefa Simeta z letiště ve skotském Tainu k dalšímu operačnímu letu. Letoun se krátce po startu zřítil kvůli závadě na umělém horizontu. Nehodu přežili tři členové posádky, Jozef Vaniš zahynul. Dne 13. dubna byl pohřben na hřbitově St. Duthus v Tainu. Dosáhl hodnosti četaře.

## Posmrtná ocenění
- Jozefu Vanišovi byl v roce 1945 in memoriam udělen Československý válečný kříž 1939
- Jozef Vaniš byl v roce 1947 in memoriam povýšen do hodnosti rotmistra a následně do hodnosti majora